# Semerynki
Semerynki (ukr.  Семеринське) – wieś na Ukrainie w rejonie włodzimierskim obwodu wołyńskiego.
Przed 1939 r. wieś Semerynki w gminie Szczurzyn (powiat łucki), w woj. wołyńskim.
Do 2020 w rejonie łokackim. 